# Carlo Varini
Carlo Varini (Ascona, 16 agosto 1946 – Cathervielle, 18 maggio 2014) è stato un direttore della fotografia svizzero.
Ha curato le immagini dei primi tre film diretti da Luc Besson, ricevendo per due di essi la candidatura al Premio César per la migliore fotografia.
È scomparso nel 2014 all'età di 67 anni nel corso di un incendio ad un'abitazione nel sud-ovest della Francia.

## Riconoscimenti
- Premio César per la migliore fotografia
  - 1986: candidato - Subway
  - 1989: candidato - Le Grand Bleu

## Filmografia parziale
- Matlosa, regia di Villi Hermann (1981)
- Le Dernier Combat, regia di Luc Besson (1983)
- Subway, regia di Luc Besson (1985)
- Le Grand Bleu, regia di Luc Besson (1988)
- Bankomatt, regia di Villi Hermann (1989)
- Les choristes - I ragazzi del coro (Les choristes), regia di Christophe Barratier (2004)
- Lezioni di felicità (Odette Toulemonde), regia di Éric-Emmanuel Schmitt (2006)